# Enceladus-Nunatakker
Die Enceladus-Nunatakker sind eine Gruppe aus acht verstreuten Nunatakkern im Süden der westantarktischen Alexander-I.-Insel. Sie verteilen sich über ein großes Gebiet am Kopfende des Mündungsbeckens des Saturn-Gletschers.
Trimetrogon-Aufnahmen der US-amerikanischen Ronne Antarctic Research Expedition (1947–1948) sowie Vermessungen, die der Falkland Islands Dependencies Survey zwischen 1948 und 1950 vornahm, dienten ihrer Kartierung. Das UK Antarctic Place-Names Committee benannte sie 1974 in Anlehnung an die Benennung des Saturn-Gletschers nach dem Saturnmond Enceladus.